# Alfons Maseras
Alfons Maseras i Galtés (San Jaime dels Domenys, 23 de febrero de 1884-Toulouse, 27 de octubre de 1939) fue un novelista, poeta, dramaturgo, periodista, ensayista y traductor español, a caballo entre el modernismo y el novecentismo. En su trayectoria usó diversos seudónimos: Jaume dels Domenys, Fly, Zenon, Ajax, Omega, Jordi Casanova y Ferrer de Blanes.

## Biografía
De formación autodidacta, inició su carrera colaborando con revistas como Auba, Catalunya Artística, Joventut y Pàtria Nova. En 1903 publicó su obra Tres balades, tras lo cual pasó un tiempo en París con Joan Puig i Ferreter. Entre 1905 y 1909 fue redactor de El Poble Català, donde comenzó a sobresalir como narrador, en un estilo decadentista.

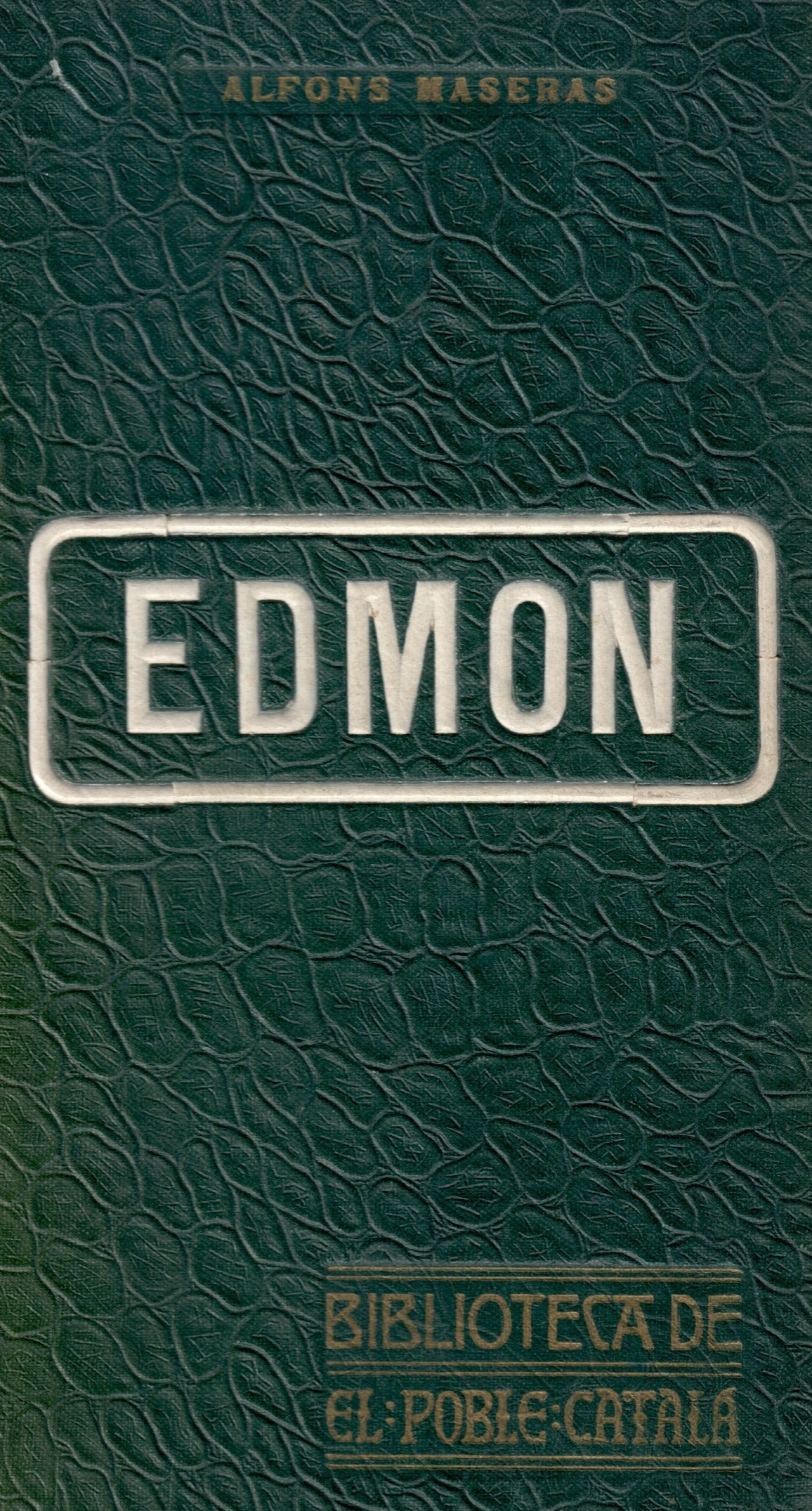
Edmon (1908)

En 1908 publicó su novela Edmon, de influencia dannunziana, con la que logró su primer gran éxito. Ese mismo año publicó una recopilación de poesía decadentista, Delirium. Al año siguiente marchó de nuevo a París, donde ejerció como corresponsal de La Veu de Catalunya y colaboró en Mercure de France. Ese mismo año publicó L'adolescent, una novela histórica decadentista.
En los años 1910 alcanzó la plenitud dentro del modernismo, con obras como el diario Sota el cel de París (1910), los cuentos Contes fatídics (1911) y la novela L'arbre del bé i del mal (1912). En 1915 publicó Ildaribal, su mejor obra, de temática histórica y tono existencial, considerada el canto del cisne del modernismo literario.
Su producción posterior se adentró en el novecentismo, gracias al influjo de Eugenio d'Ors. Incursionó en el formato del cuento, con influencia de Anatole France: Contes i croquis (1916), Contes a l'atzar (1918). En 1919 publicó el ensayo Interpretacions i motius. Pero su mayor producción se centró en la novela, de tono existencial e influencia orsiana: A la deriva (1921), La fira de Montmartre (1926), Una vida obscura (1927).
Integrado en el catalanismo, entre 1917 y 1924 colaboró con el proyecto de Expansió Catalana de Joan Estelrich. Durante la dictadura de Primo de Rivera se exilió a París, donde fue director de Le Courrier Catalan y secretario de la Société d'Éditions Raymond Llulle.
En 1929 publicó una novela en que retornó al decadentismo, L'evasió, tras lo que se adentró en la novela psicológica, con un cierto tono freudiano: La ratlla (1929), El retorn (1931), Zodíac (1934).
En los años 1930 se dedicó sobre todo a la traducción, de autores como Shakespeare, Zola, Gogol, Maeterlinck, Molière, Leopardi y Musset, así como al periodismo cultural en publicaciones como La Publicitat y La Veu de Catalunya. También elaboró algunas obras divulgativas fruto de encargos editoriales: Francesc Macià (1931), La república catalana (1931), Joan Maragall (1936), El pintor Fortuny (1938) y Vida de Narcís Oller (1938).
Su última novela fue de corte histórico: L'estudiant de Cervera (1935). Por otro lado, en estos años cultivó también el teatro (L'hereu, 1929; Ermesendis, 1936) y la poesía (La llàntia encesa, 1926; Poemes minúsculs, 1937; Invocació i altres poemes, 1938; A Europa, 1938).
En 1939 se exilió a Toulouse a causa de la Guerra Civil, donde falleció al poco tiempo.